# Дозорцев, Виктор Абрамович
Виктор Абрамович Дозорцев (26 июня 1928, Москва — 8 февраля 2003, Москва) — российский учёный-юрист, доктор юридических наук, профессор. Разработал концепцию так называемых «интеллектуальных прав», противостоящую общепринятой системе права интеллектуальной собственности.

## Биография
Родился 26 июня 1928 года в Москве. Отец, Абрам Владимирович Дозорцев (1893—1970), был юристом-цивилистом, автором научных трудов. Мать — Анна Ефимовна Дозорцева (1897—1994). Летом 1945 года поступил в Московский государственный институт международных отношений (МГИМО) на международно-правовой факультет, но карьерным дипломатом так и не стал.
После окончания МГИМО поступил в аспирантуру Всесоюзного института юридических наук при Минюсте СССР(ВИЮН), где и работал, после защиты в 1955 году кандидатской диссертации «Права государственного промышленного предприятия на закрепленное за ним имущество», до 1960 года в секторе гражданского законодательства.
С 1960 по 1966 годы работал в научно-исследовательских институтах Комитета по делам изобретений и открытий при Совете Министров СССР.
В разные годы В. А. Дозорцев занимался преподавательской деятельность в высших учебных заведениях:
- с 1966 по 1969 годы — в Московском государственном историко-архивном институте (см. РГГУ);
- с 1969 по 1971 годы — в Институте повышения квалификации руководящих работников и специалистов Минрадиопрома;
- с 1976 по 1983 годы — в Московской Высшей школе милиции МВД СССР (вновь созданный в 1975 г. ВУЗ системы МВД — ул. Бобруйская, в наст. время Университет МВД -ул. Волгина,12);
- с 1989 по 1992 годы — в Московском институте управления, где он заведовал кафедрой права.

С 1992 года В. А. Дозорцев возглавлял отдел общих проблем частного права в Исследовательском центре частного права.
Кроме преподавательской деятельности, был арбитром Международного коммерческого арбитражного суда при Торгово-промышленной палате РФ и членом Московской коллегии адвокатов.
Скончался 8 февраля 2003 года. Похоронен в Москве на Введенском кладбище (7 уч.).

## Научная и законотворческая деятельность
В. А. Дозорцев, начав свои научные исследования в цивилистике с правовых проблем имущества государственного предприятия, в дальнейшем обращался к анализу общих проблем права собственности, субъектов гражданского права. Разработка вопросов авторского и патентного права сделали В. А. Дозорцева одним из авторитетных специалистов в этой области.
В 1969 году защитил докторскую диссертацию «Правовые проблемы экономического стимулирования изобретательства и законодательство о научно-техническом прогрессе».
Законопроектная деятельность В. А. Дозорцева началась очень давно — он принимал участие в подготовке проектов важных актов гражданского законодательства, таких как: Основы гражданского законодательства Союза ССР и союзных республик 1961 г., ГК РСФСР 1964 г., Жилищный кодекс РСФСР 1983 г., Основы гражданского законодательства Союза ССР и республик 1991 г. и др.
С 1992 года В. А. Дозорцев, вместе с другими учёными из Исследовательского центра частного права, участвовал в основных разработках проекта нового Гражданского кодекса России. В Гражданском кодексе РФ В. А. Дозорцеву принадлежит авторство целого ряда статей и глав.
Виктор Абрамович написал свыше 300 научных работ, среди которых около 25 монографий, статьи и рецензии, комментарии и переводы. Полная библиография опубликована в издании «Актуальные вопросы российского частного права: сборник статей, посвященный 80-летию со дня рождения профессора В. А. Дозорцева» (М.,2008).

## Основные труды и статьи

### Монографии
- В.А.Дозорцев, Л.А. Трахтенгерц. Основные положения социалистического изобретательского права: Учебное пособие. — М.: ЦНИИ патентной информ. и техн.-экон. исследований, 1964. — 72 с.
- Источники советского изобретательского права. — Л.: Ленинградская областная организация Общества "Знание" РСФСР, 1965. — 30 с. — (Организация пропаганды научно-технического и производственного опыта).
- Охрана изобретений в СССР / науч. ред. И. И. Кичкин. — М.: ЦНИИ патентной информ. и техн.-экон. исследований, 1967. — 128 с. — (Труды ЦНИИПИ. Серия 1. Изобретательское и патентное право).
- Правовой режим авторского свидетельства в условиях новой системы планирования и экономического стимулирования. — М.: ЦНИИ патентной информ. и техн.-экон. исследований, 1969. — 151 с. — (Труды ЦНИИПИ. Серия 1. Изобретательское и патентное право).
- Советское право и научно-технический прогресс. — М.: Знание, 1973. — 64 с. — (Новое в жизни, науке и технике. Серия 8. Государство и право).
- Законодательство и научно-технический прогресс. — М.: Юридическая литература, 1978. — 192 с.
- Авторские дела в суде: Научно-практический комментарий. — М.: ВААП, ВНИИСЗ, 1985. — 175 с.

### Статьи
- Дозорцев В. А. Интеллектуальные права: Понятие. Система. Задачи кодификации. Сборник статей/ Исследовательский центр частного права. — М.: Статут, 2005. — 416 с. — ISBN 5-8354-0168-X.
- Закон об изобретательстве в системе законодательства // Проблемы совершенствования советского законодательства : Труды. — М.: Министерство юстиции СССР. Всесоюзный научно-исследовательский институт советского государственного строительства и законодательства, 1987. — Т. Вып. 36. — С. 44-59. — ISSN 0320-278Х.
- Victor Dozortcev. Copyright Education in the Union of Soviet Socialist Republics. The Role of the Copyright Agency of the USSR in Carrying out This Work (англ.) = Преподавание авторского права в СССР и роль Всесоюзного агентства по авторским правам // Copyright Bulletin (Бюллетень по авторскому праву) : World Congress on Education and Information in the Field of Copyright. — Paris: UNESCO, 1988. — Vol. XXII, no. 1-2. — P. 42-48.